# 壯實小鱸
壯實小鱸為輻鰭魚綱鱸形目鱸亞目河鱸科的一個種，分布於美國維吉尼亞州、北卡羅來納州、南卡羅來納州的Cape Fear河、Peedee河及Santee河等流域，體長可達9公分，棲息在岩石底質的急流。